# Michal Biranová
Michal Biranová (hebrejsky מיכל בירן‎; * 28. června 1978) je izraelská politička a poslankyně Knesetu za Izraelskou stranu práce.

## Biografie
Bydlí v Tel Avivu. Je svobodná. K roku 2013 se profesně uvádí jako vyučující na Telavivské univerzitě, kde zároveň studuje doktorandské studium v oboru politologie. Před nástupem na poslanecké křeslo působila jako asistentka předsedkyně Izraelské strany práce Šeli Jachimovičové. Patří do skupiny mladých sociálních aktivistů, kteří byli začleněni na kandidátní listinu strany.
Ve volbách v roce 2013 byla zvolena do Knesetu za Izraelskou stranu práce. V rozhovoru po svém zvolení do Knesetu ohlásila, že se hodlá zaměřovat na prosazení průhlednějšího státního rozpočtu, zřízení veřejného penzijního fondu a zlepšení podmínek zaměstnanců. Podporuje rozšíření pracovních možností pro izraelské Araby a ultraortodoxní Židy a jejich dobrovolné zapojení do náhradní nebo řádné vojenské služby. Souhlasí s mírovými rozhovory s Palestinskou autonomií a vznikem palestinského státu.
Mandát obhájila rovněž ve volbách v roce 2015, nyní za Sionistický tábor (aliance Strany práce a ha-Tnu'a).